# Моано
Моано је насеље у Италији у округу Империја, региону Лигурија.
Према процени из 2011. у насељу је живело 128 становника. Насеље се налази на надморској висини од 590 м.